# Eumetriochroa
Eumetriochroa är ett släkte av fjärilar. Eumetriochroa ingår i familjen styltmalar.
Kladogram enligt Catalogue of Life:
| Eumetriochroa | \| \| Eumetriochroa hederae \| \| \| \| \| \| Eumetriochroa hiranoi \| \| \| \| \| \| Eumetriochroa kalopanacis \| \| \| \| \| \| Eumetriochroa miyatai \| \| \| \| |
|               | \| \| Eumetriochroa hederae \| \| \| \| \| \| Eumetriochroa hiranoi \| \| \| \| \| \| Eumetriochroa kalopanacis \| \| \| \| \| \| Eumetriochroa miyatai \| \| \| \| |
|               | Eumetriochroa hederae |
|               | |
|               | Eumetriochroa hiranoi |
|               | |
|               | Eumetriochroa kalopanacis |
|               | |
|               | Eumetriochroa miyatai |
|               | |